# گایفولینسکویه
گایفولینسکویه (به لاتین: Gayfullinskoye) یک منطقهٔ مسکونی در روسیه است که در باشقیرستان واقع شده‌است.